# 27709 Orenburg
27709 Orenburg este un asteroid din centura principală de asteroizi.

## Descriere
27709 Orenburg este un asteroid din centura principală de asteroizi. A fost descoperit pe 13 februarie 1988 la Observatorul La Silla de Eric Walter Elst. Asteroidul prezintă o orbită caracterizată de o semiaxă mare de 3,00 ua, o excentricitate de 0,07 și o înclinație de 9,4° în raport cu ecliptica.